# Výklenková kaple svaté Anny (Držovice)
Výklenková kaple svaté Anny je drobná sakrální památka v Držovicích. Stojí u silnice vedoucí z Prostějova do Olomouce v Olomouckém kraji a jedná se o poklonu, tedy výklenkovou kapli. Původně se nacházela na vysokém břehu nad řekou Romží u cesty vedoucí do Smržic. Podle místní tradice byla vystavěna jako připomínka utonutí prostějovského formana, který vezl zboží do Olomouce, splašili se mu koně a on se utopil v řece.